# Grand Prix Sezon 1911
Sezon Grand Prix 1911 – kolejny sezon wyścigów Grand Prix organizowanych w Europie i Stanach Zjednoczonych przez AIACR.

## Podsumowanie Sezonu
| Data         | Grand Prix                      | Tor      | Zwycięzca (kierowcy) | Zwycięzca (konstruktorzy) | Wyniki |
| ------------ | ------------------------------- | -------- | -------------------- | ------------------------- | ------ |
| 14 maja      | Targa Florio                    | Madonie  | Ernesto Ceirano      | SCAT                      | Wyniki |
| 23 lipca     | Grand Prix de France            | Le Mans  | Victor Hémery        | Fiat                      | Wyniki |
| 27 listopada | Vanderbilt Cup                  | Savannah | Ralph Mulford        | Lozier                    | Wyniki |
| 30 listopada | Grand Prix Stanów Zjednoczonych | Savannah | David Bruce-Brown    | FIAT                      | Wyniki |